# Léonie Claude
Léonie Claude, aussi dite Leo Claude et Lee Claude, née le 8 avril 1892 à Sainte-Thérèse, au Québec, et décédée le 18 juin 1963 à Montréal, est une compositrice, artiste de la radio, pianiste de concert et pianiste accompagnatrice de cinéma muet.

## Biographie
En plus de composer de la musique pour piano, Léonie Claude exerce son art à la radio pour les stations CKAC et CFCF de Montréal, la station CHRC de Québec et NVABC de New York.
En 1922, alors employée comme pianiste au Théâtre Mont-Royal de Montréal, Claude est sollicitée pour prendre part à la programmation d'ouverture de la station CKAC, un évènement majeur de la vie culturelle montréalaise de l'époque, qui sera souligné en ondes par « une semaine d'évènements culturels à caractère musical» .

## Œuvre

### Partitions
- Sans toi — Avec toi. Paroles de Victor Robic, musique de Léonie Claude [4]
- Arlequine, valse. Léonie Claude[5]
- Sammy and his ma : novelty song. Paroles Jeannette Boyd ; musique de Léonie Claude[6]
- C'est pour elle que je chante : valse chantée. Paroles d'Armand Leclaire ; musique de L. Claude. Autre titre : Le chant des cloches / paroles d'Arthur Smith ; musique de Leo Claude[7]
- Corona : chanson sur les motifs de la valse. L. Claude ; paroles de Arthur Smith ; arrangement de J.E. de Kerrigou[8]
- Sam Slick : march. Léonie Claude[7]